# Konrad Erckenbrecht
Konrad Erckenbrecht (* 5. Januar 1751 in Heidelberg; † 29. Dezember 1820 in Mannheim) war von 1778 bis 1798 Schultheiß in Eppingen. Wegen Betrugs wie der Verfertigung falscher Schuldverschreibungen, die viele Bürger und die Stadtkasse Eppingen geschädigt hatten, wurde er 1798 abgesetzt und verstarb in der Strafanstalt Mannheim.

## Leben
Erckenbrechts Vater Johann (* 2. November 1702; † 18. Oktober 1757) war Sekretär und Registrator beim Kirchenrat in Heidelberg; seine Mutter Susanne Catharina, geborene Guggenmus, war die Schwester des vorigen Eppinger Schultheißen Lorenz Guggenmus (im Amt von 1750 bis 1777). Die Familie war wohlsituiert und seit Generationen dem reformierten Glauben verbunden. Erckenbrecht studierte Rechtswissenschaften an der Universität Heidelberg (Immatrikulation am 23. Mai 1770); er war verheiratet mit Anna Dyckerhoff.
Zugunsten der Stadt erreichte Erckenbrecht beim pfälzischen Kurfürsten die am 10. Oktober 1781 erfolgte Bestätigung der Eppinger Stadtprivilegien, darunter die Befreiung vom Milizenzug (Militärdienst) der Eppinger Bürger und ihrer Söhne, auf die sich die Stadt 1795 erfolgreich berufen konnte. Wegen Erckenbrechts Verdiensten um die Anlegung einer „Chaussee, um die Haushaltung und Polizei“ von Eppingen erließ der Kurfürst am 25. Oktober 1781 eine Verfügung, Erckenbrechts jährliche Besoldung ab dem 1. Februar 1782 auf 100 Gulden, 20 Malter Spelz und 25 Malter Hafer aus Mitteln der Stadt zu erhöhen.

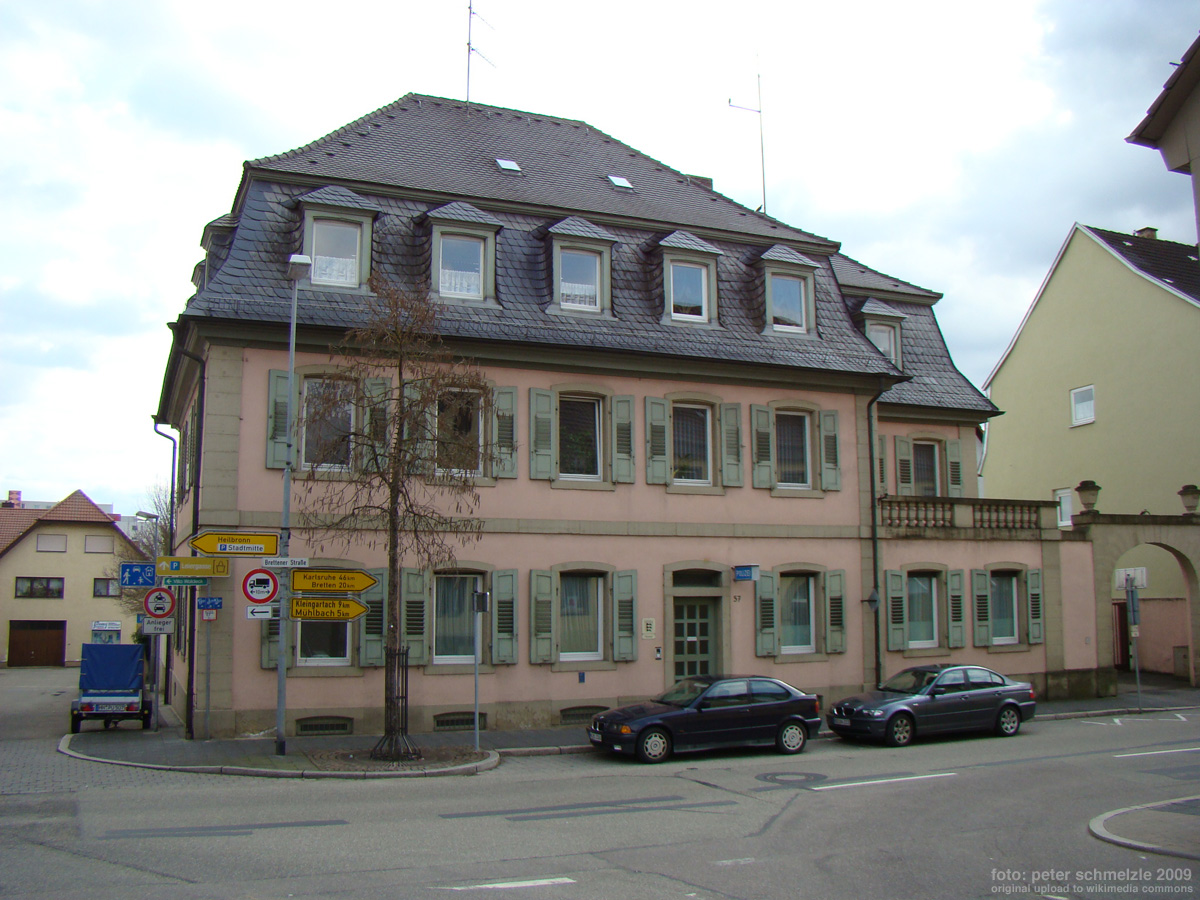
Das einstige Wohnhaus von Konrad Erckenbrecht in Eppingen

Erckenbrechts Anerkennung und Wohlstand drückten sich im Bau seines großen Wohnhauses in der Brettener Vorstadt aus. Von 1781 bis 1784 wurde das stattliche Haus fertiggestellt, das nach dem Fall des Erbauers 1814 an die Stadt Eppingen ging, die es dem neu geschaffenen Bezirksamt Eppingen als Amtssitz zur Verfügung stellte. Der Bau des Hauses in der Brettener Straße 57 wurde von der Regierung als Teil einer vorbildlichen Stadterweiterung gelobt. Erckenbrecht engagierte sich auch dafür, dass eine Chaussee gebaut wurde, und vergab dazu ein städtisches Darlehen. In Anerkennung seiner Verdienste wurde ihm der Titel Hofkammerrat verliehen.
1797 begann Erckenbrechts Fall. Er war Verwalter eines kurpfälzischen Erbbestandsgütleins (Fehsenbeckisches Gütlein), das dem in Rossach bei Adelsheim wohnenden Johann Horsch gehörte. In dessen Namen führte der Schultheiß einen langwierigen Prozess gegen die Regierung, ohne dass der Besitzer ihn dazu bevollmächtigt hätte. Erckenbrecht hatte nicht nur eine Vollmacht für die Prozessführung gefälscht, sondern den Besitzer dieses Gutes auch übervorteilt. Im Lauf der juristischen Auseinandersetzung um das Fehsenbeckische Gütlein wurde Johann Horsch zur Regierung vorbestellt, wobei am 10. November 1797 alles aufgedeckt wurde. Als der Schultheiß vernommen werden sollte, floh dieser. Nach Flucht und Festnahme wurde Erckenbrecht ins Zuchthaus Mannheim eingeliefert und der Verfertigung falscher Schuldverschreibungen beschuldigt. Viele Bürger und die Stadtkasse Eppingen hatte er durch seine Betrügnisse verschuldet und dem finanziellen Ruin nahe gebracht. In der Folge wurden, mit der Billigung des Kurfürsten vom 14. März 1798, weitere Amtsträger wie der Ratsdiener Weichsel, der Zollbereuter Beiswenger und der Marktmeister Appiarius abgesetzt. Erckenbrecht starb 1820 in der Strafanstalt Mannheim.